# William Scot
William Scot (auch William of Stichill) († um 1243) war ein anglo-schottischer Geistlicher. 1226 wurde er zum Bischof von Durham gewählt, doch die Wahl wurde 1228 vom Papst verworfen.

## Herkunft und Karriere an der Universität von Oxford
William wurde auch nach Stichill, einem Ort im schottischen Roxburghshire benannt. Robert of Stichill, der zwischen 1205 und 1211 als Arzt des schottischen Königs Wilhelm I. diente, war vermutlich sein Bruder. William studierte an einer Universität und erlangte einen Abschluss als Magister, wobei aber nicht bekannt ist, wo er studiert hat. Anschließend lehrte er an der Universität von Oxford. Zu seiner Versorgung wurde er Rektor einer Pfarrei in Yorkshire, dazu vor Dezember 1218 Archidiakon von Worcester.

## Wahl und Ablehnung als Bischof von Durham
1226 wurde William gegen den Willen der Regierung von König Heinrich III. von den Mönchen des Kathedralpriorats von Durham zum Bischof der nordenglischen Diözese Durham gewählt. Bereits bei der Wahl des vorherigen Bischofs Richard Marsh hatten die Mönche sich dem Wunsch der Regierung beugen müssen, so dass sie nun fest entschlossen waren, ihr Recht auf die Bischofswahl zu behaupten. Die Regierung wollte aber keinen gebürtigen Schotten als Bischof von Durham akzeptieren, da die Bischöfe von Durham auch für die Verteidigung eines Teils der Grenze zu Schottland verantwortlich waren. Sie wandte sich deshalb an die Kurie in Rom, wies darauf hin, dass die Schotten häufig die Grenze zu England verletzt hätten, und baten ihn deshalb, die Wahl zu annullieren. Tatsächlich hob Papst Gregor IX. im Mai 1228 die Wahl von William auf. Stattdessen wurde auf Wunsch der Regierung Richard Poore, der bisherige Bischof von Salisbury, zum Bischof von Durham ernannt. Die Weigerung der englischen Regierung, die Wahl von William trotz seiner tadellosen Karriere als Geistlicher und Gelehrter aufgrund seiner Nationalität abzulehnen, zeigt, wie feindselig nordenglische Beamte gegenüber Schotten eingestellt waren, obwohl sich die beiden Könige Alexander II. und Heinrich III. in den letzten Jahren persönlich angenähert hatten.
William hatte vermutlich einen unehelichen Sohn, Robert, der 1260 Bischof von Durham wurde.